# Atelier 17
Az Atelier 17 művészi nyomatokkal foglalkozó alkotóműhely volt Párizsban, majd New Yorkban. 1927-ben alapította a brit Stanley William Hayter, akinek 1988-as halálával a műhely megszűnt. Tagjai között magyar művész (Prinner Anna) is volt. 

## Párizs (1927-1939)
- Jankel Adler
- Rose Adler
- Werner von Alvensleben
- Flora Blanc
- Victor Brauner
- Sergio Brignoni
- John Buckland Wright
- Massimo Campigli
- Anita de Caro
- Óscar Domínguez
- Max Ernst
- Philip Evergood
- John Ferren
- Leonor Fini
- Alberto Giacometti
- Richard Gump
- Stanley William Hayter
- Józef Hecht
- Richard Hollander
- Dalla Husband
- Buffie Johnson
- Maximillian Kolos-Vari
- Elvira Kourjoudjian
- Georges Lecoq-Vallon
- Fedor Loevenstein
- Hope Manchester
- Georg Mayer-Marton
- Salvatore Mayo
- Roderick Mead
- Joan Miró
- Magdeleine Mocquot
- Nina Negri
- Tarō Okamoto
- Jeanne Bieruma Oosting
- Cathal Brendan O'Toole
- Wolfgang Paalen
- Gabor Peterdi
- Helen Phillips
- Anton Prinner
- Siri Rathsman
- Dickson Reeder
- Dolf Rieser
- David Smith
- Ferdinand Springer
- Hedda Sterne
- Árpád Szenes
- Yves Tanguy
- Julian Trevelyan
- Raoul Ubac
- Andre Vallon
- Luis Vargas
- Roger Vieillard
- Maria Helena Vieira da Silva
- Mary Wykeham

## New York (1940-1955)
- Ellen Abbey
- E.B. Adam
- Adolf Aldrich
- Garo Antreasian
- Nemesio Antúnez
- Irene "Fif" Aronson
- Lily Ascher
- Margaret Balzer
- William Baziotes
- Frederick G. Becker
- Ben-Zion
- Harriet Berger Nurkse
- Isabel Bishop
- Grace Borgenicht
- Louise Bourgeois
- Paul Brach
- Cynthia Brants
- Theodore Brenson
- Robert Broner
- Letterio Calapai
- Alexander Calder
- Sylvia Carewe
- Marc Chagall
- Margaret Cilento
- Minna Citron
- Le Corbusier
- Ed Countey
- Ruth Cyril
- Salvador Dalí
- Worden Day
- Dorothy Dehner
- Willem de Kooning
- Sari Dienes
- Werner Drewes
- Virginia Dudley
- Carlos Dyer
- Thomas Brownell Eldred
- Christine Engler
- Francine Felsenthal
- Perle Fine
- James Flora
- Teresa D'Amico Fourpome
- Jean Eda Francksen
- Friedrich Friedel
- Sue Fuller
- Robert Gardner
- Jan Gelb
- Milton Gendel
- James Goetz
- Douglas Gorsline
- Peter Grippe
- Salvatore Grippi
- José Guerrero
- Alan Gussow
- Terry Haass
- Hazel Hanson
- Stanley William Hayter
- Joseph Heil
- Anita Heiman
- Fannie Hillsmith
- Harry Hoehn
- Harry Holtzman
- Ian Hugo
- Lotte Jacobi
- Raymond Jordan
- Reuben Kadish
- Sam Kaner
- Philip Kaplan
- Leon Karp
- Leo Katz
- Mar Jean Kettunen
- Dina Gustin Baker
- Kenneth Kilstrom
- James Kleege
- Chaim Koppelman
- Wifredo Lam
- Armin Landeck
- Mauricio Lasansky
- Ruth Leaf
- Jacques Lipchitz
- Ryah Ludins
- Malazinshas
- Reginald Marsh
- Ezio Martinelli
- Maria Martins
- Alice Trumbull Mason
- André Masson
- Matta (Sebastian Antonio Echaurren)
- Richard Meyers
- Joan Miró
- Frances Mitchell
- David Moore
- Norma Morgan
- Jean Morrison Becker
- Robert Motherwell
- Seong Moy
- Lee Mullican
- Louise Nevelson
- Hubert Norton
- Lillian Orloff
- George Ortman
- Vevean Oviette
- Harold Paris
- Robert Andrew Parker
- Joellen Peet
- Irene Rice Pereira
- Gabor Peterdi
- Dimitri Petrov
- Helen Phillips
- Ron Pierson
- Daniel Philip Platt
- Jackson Pollock
- Josef Presser
- Lucia Quintero
- Andre Racz
- Abraham Rattner
- Henry Regis
- Jean-Paul Riopelle
- Kurt Roesch
- Louis Ross
- Mark Rothko
- David Ruff
- Alfred Russell
- Anne Ryan
- Louis Schanker
- Karl Schrag
- Bess Schuyler
- Kenneth Scott
- Doris Seidler
- Evangeline St. Claire[1]
- Rufino Tamayo
- Yves Tanguy
- Ruthven Todd
- Mollie Tureske
- Sybilla Mittell Weber
- Anne Wienholt
- Pennerton West
- Jonathan Williams
- Larry Winston
- Madeleine Wormser
- Ana Rosa de Ycaza
- Enrique Zañartu